# 美国科学名人录
《美国科学名人录》（英語：American Men and Women of Science），亦称《美国科学人物录》。这套美国著名的系列丛书被誉为《科学传记的凯迪拉克》登载美国科学家的成就摘要。此系列丛书刊载分两期：1906 到1971年登载名称科学界杰出男士。1971年开始定名为杰出男女。当年11月，美国纽约时报特别提出女权运动的影响。
世贸学术和专业评论提供这系列是北美洲科技成就记录的泰斗。